# 大分製紙
大分製紙株式会社（おおいたせいし）は、大分県大分市錦町に本社を置く製紙会社である。再生紙を原料としたトイレットペーパーの製造等を行っている。トイレットペーパーの生産量では全国で7%、九州で60%超のシェアを有しており、古紙再生トイレットペーパーについては、2010年の東京商工リサーチによる調査では前回調査時に引き続き生産量日本一として認定された。

## 沿革
- 1918年（大正7年） - 創業[4]。
- 1953年（昭和28年）10月23日 - 設立。
- 1959年（昭和34年） - 豊前工場操業開始。
- 1970年（昭和45年）6月18日 - 関連会社の九州製紙株式会社を設立。
- 1995年（平成7年） - コアレックスグループと業務提携。
- 2006年（平成18年） - 新日本製鐵（当時）八幡製鐵所構内で、九州製紙株式会社北九州工場の操業開始。

## 事業所
- 本社工場 - 大分県大分市錦町2-15-27
- 豊前工場 - 福岡県豊前市沓川312番地

## 主な商品
- コアレス
- エコワンタッチコアレ
- ふんわりやさしい
- ローザリー
- 地球号
- マーメード
- ラ・デューカラー
- ソフトロング（業務用）
- 花菱（業務用）
- トイペ（業務用）[5]
- HOZO（Amazon専売）[6]